# Britte Stuut
Britte Stuut (Den Burg, 11 januari 2003) is een Nederlands volleybalspeelster. Stuut kwam in Nederland uit voor Talentteam Papendal. In het buitenland speelde ze voor het Duitse Rote Raben Vilsbiburg. Sinds 2024 komt ze uit voor het eveneens Duitse Schweriner SC.

## Carrière
Stuut voegde zich in 2018 bij Talentteam Papendal in de Eredivisie. Gedurende haar tijd als speelster voor het talententeam maakte Stuut haar debuut voor de Nederlandse volleybalploeg in een oefeninterland tegen de Franse volleybalploeg. In september 2022 ging Stuut bij het Duitse Rote Raben Vilsbiburg haar eerste buitenlandse avontuur aan. In augustus 2023 werd Stuut opgenomen in de selectie van Jong Oranje voor het WK in Mexico. Op het eindtoernooi eindigde Stuut met Jong Oranje op de tiende plaats. In 2024 maakte Stuut de overstap naar Schweriner SC, de nummer twee van de Duitse Bundesliga.